# Lev Nikolaevič Gumilëv

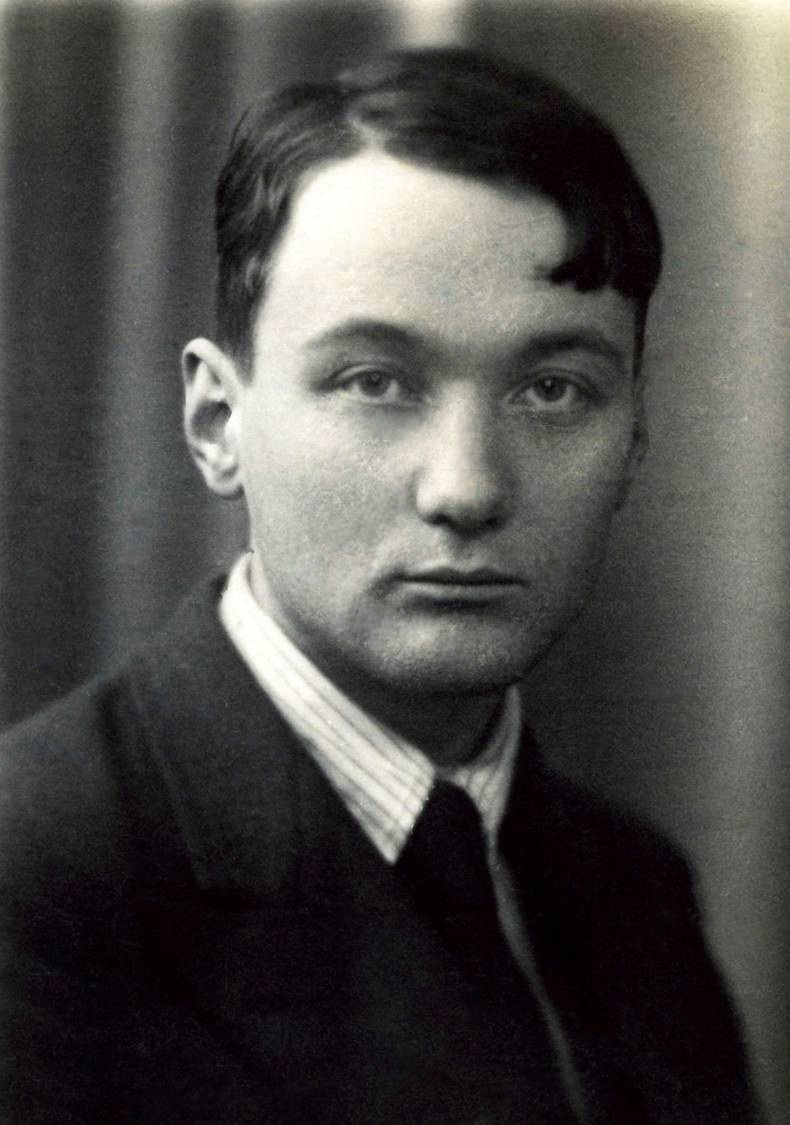
Lev Gumiljov (1934)

Lev Nikolaevič Gumilëv (in russo Лев Николаевич Гумилёв?; San Pietroburgo, 1º ottobre 1912 – San Pietroburgo, 15 giugno 1992) è stato uno storico, etnologo e antropologo sovietico.

## Biografia
Lev Nikolaevič Gumilëv è figlio di due esponenti della letteratura russa Anna Achmatova e Nikolaj Gumilëv. Arrestato ingiustamente per tre volte, visse 14 anni in un campo di lavoro e solo dopo la morte di Stalin prese avvio il suo percorso accademico, per quanto caratterizzato dall'ostracismo degli ambienti culturali e dall'indigenza economica. Solo nel periodo della perestroika i suoi lavori raccolsero numerosi seguaci, come dimostra la scelta, dopo la sua morte, di intitolare a lui l'Università statale a Astana, capitale del Kazakistan.

### Rapporti con la corrente eurasista
Molti studiosi si interrogano sul rapporto tra il pensiero di Lev Gumilëv e il movimento eurasista russo degli anni Venti, ma in realtà egli si avvicinò solo in età matura alle opere del movimento, prima censurate dal governo sovietico. Nonostante Gumilëv non disdegnasse d'affiancare al suo lavoro l'aggettivo “eurasista”, differisce profondamente dal movimento perché non attribuisce affatto al termine eurasista un significato politico ma lo considera solo un paradigma storiografico.
La zona Eurasiatica, nei termini geopolitici di confine analoghi a quelli dell'antica Russia imperiale, viene dall'Autore divisa orizzontalmente in quattro fasce botanico-pedologiche e verticalmente è compresa tra due fasce climatiche: le quattro fasce orizzontali sono caratterizzate partendo dall'Oceano Artico dalla tundra priva di vegetazione, la taiga forestale, la steppa e infine il deserto, mentre le fasce verticali separano l'Eurasia dal clima più mite europeo e dal clima asiatico legato ai periodi dei monsoni. Questa conformazione secondo Gumilëv ha portato alla formazione di una civiltà autonoma fortemente distinta dalle altre che la circondano, civiltà che l'autore lega al concetto di ethnos.

### Etnogenesi
Tutta la sua teoria si basa sul concetto di ethnos, inteso come “un collettivo che si differenzia dagli altri per un proprio stereotipo comportamentale e contrappone sé stesso a tutti gli altri collettivi”. L'ethnos non è una condizione, ma un processo in divenire e il contatto con gli altri ethnoi e con nuovi ambienti geografici favorisce il processo di etnogenesi, ossia un processo di formazione e trasformazione delle aggregazioni etniche storiche. Il contatto tra ethnoi differenti porta, in alcuni casi, alla formazione di un superethnos, frutto della condivisione di un medesimo destino storico, che serve a superare le differenze di fronte ad un altro superethnos.
Una delle maggiori critiche rivolte al concetto di ethnos rimane, tuttavia, l'assenza di criteri rigorosi per definire che cosa si intende per stereotipo comportamentale. La geografia fisica riveste, inoltre, un ruolo fondamentale nel condizionare i processi di etnogenesi, facilitati dall'eterogeneità dei paesaggi naturali in una stessa regione: per questo in Europa esiste una moltitudine variegata di etnie rispetto, ad esempio, alla regione eurasiatica, caratterizzata da paesaggi di gran lunga più monotoni. La vera causa dell'etnogenesi è secondo Gumilëv la “passionarietà” intesa come capacità innata dell'organismo di assorbire energia dall'ambiente esterno e rilasciarla in forza lavoro; in altri termini la passionarietà è la capacità, che hanno solo alcuni uomini, di dare sé stessi per una causa che non derivi da un interesse personale e che smuove l'uomo dalla sua naturale condizione di inerzia.
Questi uomini passionari riescono a raccogliere attorno ad essi altri individui dando avvio al processo di etnogenesi. Questa concezione è risultato degli studi di Gumilëv sui popoli nomadi della steppa, la cui storia è molto spesso costruita attorno alla figura di un capo carismatico. La passionarietà incide, quindi, sulla formazione di un ethnos (o di un sub-ethnos o di un super-ethnos) sulla base di una dialettica “noi” (appartenenti all'ethnos) e “loro”. La passionarietà dell'ethnos si affievolisce, tuttavia, in maniera progressiva secondo il succedersi di cinque fasi: fase di ascesa, fase acmatica, fase di rottura, fase di inerzia, fase omeostatica o memoriale. Il declino della forza prorompente della passionarietà si esplica attraverso il cambiamento del comportamento dell'individuo nei confronti della collettività: dapprima mosso da spirito di sacrificio verso la comunità, pian piano l'individuo in maniera più “individualista” dissipa la sua passionarietà.

### Il rapporto di Gumilëv con la geopolitica contemporanea
Le teorie di Gumilëv hanno avuto una decisiva influenza sulla geopolitica post-sovietica, in particolare sulla nascita di una etno-geopolitica, da una parte perché il riferimento all'ethnos ha inciso sulla politica russa dell'autodeterminazione delle nazionalità dall'altra perché il riferimento al superethnos, e in genere al legame tra etnie, potrebbe mascherare attraverso la pacificazione inter-etnica la ricerca di un'egemonia pan-russa. Molti sono gli autori che hanno ripreso il pensiero di Gumilëv sotto innumerevoli aspetti. Aleksandr Vladimirov, ex vicepresidente del collegio degli esperti militari, reinterpreta i cicli di etnogenesi e afferma che i superethnoi nel mondo contemporaneo sono gli Stati Uniti, l'Europa, la Cina, la Russia e l'Islam. Gli Stati Uniti sono per ora il superethnos dominante, ma la Cina e l'Islam sono le principali sfide strategiche per la Russia e la sua sopravvivenza.
Aleksandr Dugin sostiene che Gumilëv può essere considerato l'anello di congiunzione tra l'eurasismo classico e il neo-eurasismo, corrente di cui fa parte lo stesso Dugin. Esistono, tuttavia, profonde differenze tra Gumilëv e Dugin e tra Gumilëv e, in generale, il movimento neo-eurasista: infatti non solo Dugin sostiene che l'Eurasia è il nucleo della passionarietà, mentre secondo Gumilëv la passionarietà non è prerogativa di un solo ethnos, ma soprattutto l'autore è criticato dalla corrente neo-eurasista perché, catalogando la Russia in una fase di etnogenesi di rottura, contraddice la possibilità della nascita di nuova geopolitica russa improntata sulla grandezza dello Stato. In Asia centrale la figura di Gumilëv è stata utilizzata da diversi uomini politici a sostegno delle loro posizioni, come ad esempio il presidente kazako Nursultan Nazarbaev promotore di un progetto eurasista in Asia ventrale e l'ex Presidente kirghiso Askar Akayev, destituito nel 2005 dalla rivoluzione dei tulipani, che utilizzava il concetto di passionarietà come sinonimo della tenacia a favore dell'indipendenza nazionale.
Il vero problema del rapporto tra Gumilëv e la geopolitica odierna è l'assenza nel pensiero dell'autore di riferimenti alla storia contemporanea. Quando l'autore parla, ad esempio, del superethnos russo-eurasiatico si riferisce spesso alle popolazioni nomadi e non a quelle sedentarie e ad un periodo precedente alla diffusione dell'Islam in Asia ventrale. Il pensiero dell'autore viene perciò spesso utilizzato più come un mito ispiratore che come un modello sistematico di interpretazione della realtà odierna. Il pensiero dell'autore rimane fondamentale per tre motivi:
1. Gumilev diviene uno dei protagonisti della riabilitazione storiografica dell'Eurasia, durante l'Illuminismo ritenuta una terra senza storia;
2. il concetto di passionarietà introduce un aspetto “psicologico” nella coesione nazionale legato agli stereotipi comportamentali;
3. l'autore evidenzia la strettissima correlazione presente tra spazi geografici e comunità etniche.